# Союз заёмщиков и вкладчиков России
Союз заёмщиков и вкладчиков России — Общероссийская общественная организация, созданная в 2007 году по инициативе Единой России для объединения граждан, получивших кредиты или вложивших деньги в различные финансовые институты.
Цель организации — повышение финансовой грамотности населения, защита интересов заёмщиков и вкладчиков, предоставление гражданам достоверной информации о банках и других финансово-кредитных организациях, защита от деятельности финансовых мошенников.

## Руководство
На январь 2012 года президентом союза является Виктор Абрамов - член Совета Федерации ФС РФ. Попечительский совет возглавляет Владислав Резник, наблюдательный совет — Владимир Пехтин (оба — депутаты Государственной Думы от партии Единая Россия). Председателем генерального совета является Роберт Абдуллин. Среди членов президиума — депутаты Государственной Думы от Единой России: Андрей Макаров, Вячеслав Тимченко, Евгений Федоров,  герой России Андрей Бочаров. Павел Медведев - финансовый омбудсмен.

## Деятельность
В рамках целей и задач, союз разрабатывает и издаёт памятки и брошюры, проводит семинары и лекции по финансовой грамотности для населения и руководителей малых предприятий. Также организация осуществляет мониторинг банковской деятельности, на основе специализированных соглашений взаимодействует с Центробанком, рядом банковских организаций, коммерческих структур.
Союз выпускает журнал «Долговой Эксперт», наполняет интернет-сайт fingramota.com. Совместно с издательством «Дорфа» издана книга, написанная сотрудниками союза.
На 2011 год союз состоит из 45 региональных отделений, формируемых по субъектам Федерации.

## Членство
На 2008 год союз насчитывал 15 тыс. членов, членские взносы составляли 100 руб. в год. Привлекательность членства в союзе объясняется, в частности, возможностью взаимодействия с кредитными организациями от имени представительной организации.